# 潜行
『潜行』（せんこう、Masquerade）は、1965年に公開されたイギリスの映画。1954年の小説「Castle Minerva」を基にした作品。監督はベイジル・ディアデン。主演はクリフ・ロバートソンとジャック・ホーキンス。撮影はスペインで行われた。

## キャスト
| 役名                 | 俳優                 | 日本語吹替 | 日本語吹替 |
| 役名                 | 俳優                 | NET版      | TBS版      |
| -------------------- | -------------------- | ---------- | ---------- |
| デビッド・フレイザー | クリフ・ロバートソン | 井上孝雄   | 野沢那智   |
| ドレクセル           | ジャック・ホーキンス | 森山周一郎 | 金井大     |
| ソフィー             | マリサ・メル         |            |            |
| ジョージ             | ミシェル・ピコリ     |            |            |
| ダンウッディ         | ビル・フレイザー     |            |            |
| ベンソン             | チャールズ・グレイ   |            |            |
| ロバート卿           | ジョン・ル・メスリエ |            | 千葉耕市   |

- NET版：初回放送1971年4月18日『日曜洋画劇場』
- TBS版：初回放送1977年6月27日『月曜ロードショー』

## スタッフ
- 監督：ベイジル・ディアデン
- 原作：ヴィクター・カニング
- 脚本：ウィリアム・ゴールドマン、マイケル・レルフ
- 撮影：オットー・ヘラー
- 音楽：フィリップ・グリーン